# NGC 436
NGC 436 је расејано звездано јато у сазвежђу Касиопеја које се налази на NGC листи објеката дубоког неба.
Деклинација објекта је + 58° 48' 42" а ректасцензија 1h 15m 58,0s. Привидна величина (магнитуда) објекта NGC 436 износи 8,8. NGC 436 је још познат и под ознакама OCL 320.